# Liste der Gouverneure der nigerianischen Bundesstaaten
Diese Liste führt die aktuellen Gouverneure der nigerianischen Bundesstaaten und die Minister des Federal Capital Territory seit 1979 auf.

## Geschichte
Das Amt des Gouverneurs (im Sinn des Oberhaupts einer Verwaltungsregion anstelle des kolonialen Gouverneurs) wurde 1957 von der britischen Kolonialverwaltung im Zuge der Dezentralisierung Nigerias eingeführt und nach der Unabhängigkeit im Jahr 1960 beibehalten. Bis 1967 standen die Gouverneure drei, ab 1963 vier Regionen vor. 1967 wurden die Regionen durch zwölf Bundesstaaten ersetzt, deren Zahl sich bis 1996 verdreifachte. Der Militärdiktator Sani Abacha entließ nach seinem Staatsstreich im Jahr 1993 alle Gouverneure und setzte militärische Administratoren ein. Zur alten Bezeichnung kehrte man erst 1999 mit der Restituierung der Demokratie zurück.

## Wahlen
Die letzten Gouverneurswahlen in Nigeria fanden am 9. März 2019 statt. Sie wurden in 29 Bundesstaaten durchgeführt (außer Edo, Ekiti, Osun, Ondo, Bayelsa, Anambra und Kogi). In sechs dieser Bundesstaaten (Plateau, Adamawa, Benue, Bauchi, Kano und Sokoto) wurde das Ergebnis für nicht eindeutig erklärt und eine zusätzliche Wahl am 23. März 2019 bzw. 28. März 2019 (Adamawa) abgehalten. In Rivers wurde die Wahl auf April 2019 verschoben.

## Gouverneure der Bundesstaaten
In der folgenden Liste wird für jeden Bundesstaat der jeweilige Gouverneur, dessen Partei und das Jahr des Amtsantritts angegeben. In der letzten Spalte stehen frühere Namen der Bundesstaaten und die Bundesstaaten, aus denen sie sich abgespalten haben. Ehemalige Gouverneure und Administratoren finden sich in den Artikeln zu den Bundesstaaten. Die Gouverneure nicht mehr bestehender Bundesstaaten werden in der Gouverneurshistorie des Hauptnachfolgers oder, falls es keinen Hauptnachfolger gibt, hier aufgelistet.
Die Gouverneure gehören folgenden Parteien an:
- 19 All Progressives Congress (APC)
- 16 People’s Democratic Party (PDP)
- 1 All Progressives Grand Alliance (APGA)

| Bundesstaat | Gouverneur                  | Partei | Amtsantritt | Angaben zur Geschichte des Bundesstaates          |
| ----------- | --------------------------- | ------ | ----------- | ------------------------------------------------- |
| Abia        | Okezie Ikpeazu              | PDP    | 2015        | vor 1991 Teil Imos                                |
| Adamawa     | Ahmadu Fintiri              | PDP    | 2019        | vor 1976 Teil von North-Eastern, bis 1991 Gongola |
| Akwa Ibom   | Udom Gabriel Emmanuel       | PDP    | 2015        | vor 1987 Teil von Cross River                     |
| Anambra     | Willie Obiano               | APGA   | 2014        | vor 1976 Teil von East Central                    |
| Bauchi      | Bala Mohammed               | PDP    | 2019        | vor 1976 Teil von North-Eastern                   |
| Bayelsa     | Douye Diri                  | PDP    | 2020        | vor 1996 Teil von Rivers                          |
| Benue       | Samuel Ortom                | PDP    | 2015        | vor 1976 Teil von Benue-Plateau                   |
| Borno       | Babagana Umara Zulum        | APC    | 2019        | vor 1976 Teil von North-Eastern                   |
| Cross River | Benedict Bengioushuye Ayade | PDP    | 2015        | bis 1976 South-Eastern                            |
| Delta       | Ifeanyi Arthur Okowa        | PDP    | 2015        | vor 1991 Teil Edos                                |
| Ebonyi      | David Umahi                 | APC    | 2015        | vor 1996 Teil Abias und Enugus                    |
| Edo         | Godwin Obaseki              | PDP    | 2016        | bis 1976 Mid-Western, bis 1976 Bendel             |
| Ekiti       | Kayode Fayemi               | APC    | 2018        | vor 1996 Teil Ondos                               |
| Enugu       | Lawrence Ifeanyi Ugwanyi    | PDP    | 2015        | vor 1991 Teil Anambras                            |
| Gombe       | Muhammad Inuwa Yahaya       | APC    | 2019        | vor 1996 Teil Bauchis                             |
| Imo         | Hope Uzodinma               | APC    | 2020        | vor 1976 Teil von East Central                    |
| Jigawa      | Mohammed Badaru Abubakar    | APC    | 2015        | vor 1991 Teil Kanos                               |
| Kaduna      | Nasir El-Rufai              | APC    | 2015        | bis 1976 North Central                            |
| Kano        | Abdullahi Umar Ganduje      | APC    | 2015        |                                                   |
| Katsina     | Aminu Bello Masari          | APC    | 2015        | vor 1987 Teil Kadunas                             |
| Kebbi       | Atiku Bagudu                | APC    | 2015        | vor 1991 Teil Sokotos                             |
| Kogi        | Yahaya Bello                | APC    | 2016        | vor 1991 Teil Kwaras                              |
| Kwara       | Abdulrahman Abdulrazaq      | APC    | 2019        | bis 1976 West Central                             |
| Lagos       | Babajide Sanwo-Olu          | APC    | 2019        |                                                   |
| Nassarawa   | Abdullahi Sule              | APC    | 2019        | vor 1996 Teil Plateaus                            |
| Niger       | Abubakar Sani Bello         | APC    | 2015        | vor 1976 Teil von North-Western                   |
| Ogun        | Dapo Abiodun                | APC    | 2019        | vor 1976 Teil von Western                         |
| Ondo        | Rotimi Akeredolu            | APC    | 2017        | vor 1976 Teil von Western                         |
| Osun        | Adegboyega Oyetola          | APC    | 2018        | vor 1991 Teil Oyos                                |
| Oyo         | Oluwaseyi Makinde           | PDP    | 2019        | vor 1976 Teil von Western                         |
| Plateau     | Simon Lalong                | APC    | 2015        | vor 1976 Teil von Benue-Plateau                   |
| Rivers      | Ezenwo Nyesom Wike          | PDP    | 2015        |                                                   |
| Sokoto      | Aminu Waziri Tambuwal       | PDP    | 2015        | vor 1976 Teil von North-Western                   |
| Taraba      | Darius Ishaku               | PDP    | 2015        | vor 1991 Teil Gongolas (Adamawa)                  |
| Yobe        | Mai Mala Buni               | PDP    | 2015        | vor 1991 Teil Bornos                              |
| Zamfara     | Bello Muhammad Mutawalle    | PDP    | 2019        | vor 1996 Teil Sokotos                             |

## Gouverneure nicht mehr bestehender Bundesstaaten
Folgende ehemalige Bundesstaaten wurden 1976 in mehrere Bundesstaaten ohne Hauptnachfolger geteilt:

### North Western
- Joseph Gomwalk (Gouverneur 1968–1975)
- Abdullahi Mohammed (Gouverneur 1975–1976)

### East Central
- Ukpabi Asika (Administrator 1968–1975)
- Anthony Ochefu (Gouverneur 1975)

### North-Eastern
- Musa Usman (Gouverneur 1968–1975)
- Muhammadu Buhari (Gouverneur 1975–1976)

### North-Western
- Usman Faruk (Gouverneur 1968–1975)
- Umaru Mohammed (Gouverneur 1975–1976)

### Western
- Robert Adeyinka Adebayo (Gouverneur 1968–1971)
- Christopher Oluwole Rotimi (Gouverneur 1971–1975)
- Akintunde Aduwo (Gouverneur 1975–1976)

## Minister des Federal Capital Territory
Im Jahr 1976 wurde aus Teilen der damaligen Bundesstaaten Benue-Plateau, North-Central und North-West das Hauptstadtterritorium Federal Capital Territory (FCT) gebildet. Von 1976 bis 1979 wurde das FCT vom Vorsitzenden der Federal Capital Development Authority verwaltet. Seit 1979 steht dem FCT ein eigener Bundesminister (Minister of FCT) vor, der vom Präsident eingesetzt wird.
- Mobolaji Ajose-Adeogun (Vorsitzender der Federal Capital Development Authority 1976–1979)
- John Jatau Kadiya (1979–1982)
- Iro Abubakar Dan Musa (1982–1983)
- Haliru Dantoro (1983–1984)
- Mamman Vatsa (1984–1985)
- Hamza Abdullahi (1986–1989)
- Gado Nasko (1989–1993)
- Jeremiah Timbut Useni (1993–1998)
- Mamman Kontagora (1998–1999)
- Ibrahim Bunu (1999–2001)
- Mohammed Abba Gana (2001–2003)
- Nasir el-Rufai (2003–2007)
- Aliyu Modibbo Umar (2007–2008)
- Alhaji Muhammadu Adamu Aliero (2008–2010)
- Bala Abdulkadir Mohammed (2010–2015)
- Alhaji Muhammad Musa Bello (seit 2015)[2]